# フロッグマン中隊 (デンマーク軍)
フロッグマン中隊（フロッグマンちゅうたい、デンマーク語: Frømandskorpset）は、デンマーク海軍のフロッグマン部隊。

## 概要
1957年にイギリスのSBSをモデルに設立され、ホルメン海軍基地の海軍潜水学校の下に設立された。1970年に独立した部隊となり、21世紀の現在ではデンマーク海軍の作戦指揮本部直属の特殊部隊となっている。
主な任務は偵察で、他にも敵船舶への突入、破壊工作、海上における対テロ活動を行う。また、対テロ及び対犯罪任務で警察に協力し潜水活動を行うこともある。
フロッグマン中隊の訓練はKongsøreの基地で行われ、9か月に渡り戦闘水泳術やスキューバダイビングなどについて学ぶ。500人から600人の志願者のうち、訓練を達成してフロッグマンとして認められることができるのは12人以下だという。

## リンク
- 公式サイト （デンマーク語）